# Michael J. McAlister
Michael J. McAlister é um especialista em efeitos visuais canadense. Venceu o Oscar de melhores efeitos visuais na edição de 1984 por Star Wars: Return of the Jedi, ao lado de Dennis Muren, Lorne Peterson e George Gibbs.